# Osman (Gundulić)
Osman je povijesno-romantični ep nastao u posljednjem desetljeću života Ivana Gundulića. Pisan je na hrvatskom jeziku

## Ep
Osman se sastoji od 20 pjevanja (14. i 15. nedostaju) ispjevanih osmeračkim katrenama s rimom abab. Ukupno sadrži 10428 stihova.
U djelu su, uz određene odmake od teme, opjevani događaji vezani uz život, vladavinu i smrt turskog sultana Osmana II.
Gundulićevim se rukopisom koristio Nikola Ohmučević koji ga je prepisao te je njegov prijepis danas najstariji poznati rukopis Osmana, jer se Gundulićev autograf nije sačuvao.

## Sadržaj
1. pjevanje
Ep započinje osudom oholosti te govorom o prolaznosti i varljivosti sreće. Pjesnik zaziva pomoć muza u opjevavanju Osmanove smrti. Predstavljaju se dva glavna lika, sultan Osman i poljski kraljević Vladislav kojeg pripovjedač slavi zbog pobjede nad Turcima u bitci kod Hoćima. Osman čezne za slavnom i hrabrom turskom vojskom kakva je bila u prošlosti, dok je ova današnja kukavička i nesposobna. Želi okupiti novu vojsku kako bi krenuo u nova osvajanja.
2. pjevanje
Drugo pjevanje započinje apostrofiranjem mladosti koja zbog nedostatka iskustva srlja u propast. Kao primjeri navode se mitski Ikar, mitski Faetont, Aleksandar Veliki te sam Osman. Pripovjedač zatim opisuje Osmana u svečanoj odori te njegovo vijećanje s najbližim savjetnicima o tome kako ojačati Carstvo. Prvi govori veliki vezir Dilaver te upozorava na opasnost koju predstavlja majka Mustafe (Osmanova prethodnika) svojom željom da ponovo postavi sina na prijestolje. Hodža savjetuje Osmanu da oženi ženu visokog roda i tako osigura dostojno potomstvo, dok crnac eunuh predlaže da sklopi mir s Poljacima. Ovdje se spominje poljska ratnica Krunoslava i njezin zaručnik Korevski kojeg su Turci zatočili.
3. pjevanje
Carski poklisar Ali-paša kreće iz Carigrada sklopiti mir s Poljskom. Pripovjedač opisuje lik Orfeja i njegovo prekrasno pjevanje kojim uspijeva smiliti čak i sile prirode nakon čega se nabrajaju junaci narodne epike. Pripovjedač ponovo veliča kraljevića Vladislava. Ali-paša prolazi kroz Srbiju i Bugarsku i priča o povijesti tih zemalja. Prolaze Bogdanskim poljem gdje se prije godinu dana odigrala Hoćimska bitka između Turaka i Poljaka.
4. pjevanje
Ali-paša svome pratiocu, bogdanskom begu, detaljno priča o prošlogodišnjoj Hoćimskoj bitci. Govori mu o sastavu jedne i druge vojske te s ponosom ističe brojnost Turaka. Spominje vojskovođe i zapovjednike obiju zaraćenih strana te hvali Vladislava iako mu je neprijatelj. Potkraj pjevanja u priču uvodi lik Sokolice, mlade i prelijepe turske ratnice, koja je potajno zaljubljena u cara.
5. pjevanje
Nakon što je nastavio svoje putovanje, Ali-paša susreće Krunoslavu. Krunoslavin je zaručnik Korevski pao u tursko zarobljeništvo te je ona krenula s Vladislavom u boj kako bi ga pronašla i oslobodila. U Hoćimskoj bitci borila se sa Sokolicom što je završilo neriješenim rezultatom. Raspituje se kod Ali-paše o sudbini zaručnika i doznaje da je u tamnici.
6. pjevanje
Nastavlja se priča o Krunoslavi. Ona dolazi u Carigrad gdje je Korevski zatočen i smišlja načine kako da ga izbavi. Prvo je pomislila da ga silom pokuša osloboditi, ali je shvativši da to nije izvedivo odustala od tog plana. Potom se dosjetila da ponudi zlato za njegov otkup, ali shvaća da to neće biti moguće ako ima svoju, žensku vanjštinu te se zato preoblači u ugarskog velikaša misleći da će kao muško imati više uspjeha u svom naumu. Zatim pripovjedač govori o Osmanu koji nestrpljivo čeka poklisara iz Poljske s vijestima o primirju. U tom iščekivanju razmišlja o svojim budućim osvajanjima Perzije i Španjolske. Kazlar-aga odlazi na put kako bi sultanu našao ženu plemenita roda i tako mu osigurao zakonitog nasljednika.
7. pjevanje
Kazlar-aga putuje Grčkom pri čemu se kazuju brojne priče iz povijesti grčkih zemalja te europske povijesti. Započinje spominjanjem slavne Troje i njene propasti. Kazlar-aga šalje sluge po otocima da biraju djevojke za sultana, dok njihovi roditelji i rodbina plaču i zapomažu nad takvom sudbinom. Nabrajaju se otoci pokraj kojih plove te se govori o pokušaju Giganata da preuzmu nebo od Zeusa, o Marku Antoniju i Kleopatri te o Cezaru. Gundulić apostrofira Grčku, njezinu slavu i pad, razloge padu itd. Kazlar-aga ide u Srbiju po Sunčanicu o čijoj se ljepoti nadaleko priča.
8. pjevanje
Pjevanje započinje slavljenjem austrijske princeze Cecilije Renate, zaručnice kraljevića Vladislava. Kazlar-aga dolazi u Smederevo te se opisuje sudbina Sunčaničina oca Ljubdraga i braće. Sunčanica se odlučila zarediti dok njezin otac želi da im se loza nastavi te organizira svečanost u svojem domu kako bi se ona možda zaljubila. Ljubdrag priča povijest svoga roda što iskoristi Kazlar-aga te otima Sunčanicu jer je saznao da je plemenita roda.
9. pjevanje
Radnja se premješta u Poljsku, a započinje govorom o ljubavi. Na godišnjicu bitke kod Hoćima Vladislav odlazi u lov i tako simbolički obilježava prošlogodišnju pobjedu. Gospođe pjevaju pohvalnu pjesmu Vladislavu. Sokolica sa svojih dvanaest amazonki otima poljske plemkinje, a potom odlaze na kupanje gdje ih sreće Vladislav te zarobljava sve ratnice osim Sokolice, koja se junački bori i ubija dio kraljevićeve pratnje. Vladislav, zadivljen njezinom ljepotom i snagom, oslobađa amazonke uz uvjet da više ne ratuju po Poljskoj. Sokolica, nakon što se zahvali Vladislavu na dobročinstvu, odlazi te susreće Kazlar-agu koji joj prenosi Osmanovu poruku da se vrati u Carigrad.
10. pjevanje
Mladić iz Vladislavove pratnje pjeva pjesmu pohvalnicu o pobjedi kod Hoćima, spominjući pritom sudionike bitke. Ali-paša dolazi na poljski dvor u Varšavu gdje razgledava kipove poljskih vladara, o čijim se životima priča.
11. pjevanje
Ali-paša dalje razgledava tapiserije u varšavskom dvoru koje prikazuju Hoćimsku bitku a knez Zborovski opisuje prizore iz bitke. Na jednom se mjestu pojavljuje sv. Blaž (sv. Vlaho, zaštitnik Dubrovnika) koji predvodi poljsku vojsku. Kralj prima Ali-pašu koji nudi Poljacima sklapanje mira te objašnjava zašto bi mir bio dobar za njih. Mir je sklopljen i Ali-paša se vraća u Carigrad.
12. pjevanje
U Carigradu svi slave sklopljeni mir osim Krunoslave, koja se oblači u muškarca kako bi oslobodila svojeg vjerenika Korevskoga. Rizvan-paša, njegov tamničar, ima dvije djevojke u kući, kćer Ljubicu i nećakinju Kalinku. Kalinka se zaljubljuje u Krunoslavu misleći da je muškarac te joj priča kako je Ljubica zaljubljena u Korevskog i kako je i ona njemu draga. Krunoslava najprije očajava, a zatim odlazi kod Rizvan-paše, predstavlja se kao brat Korevskog te ga želi otkupiti. Prijevarom postaje i sama zatočenica.
13. pjevanje
Uvodi se novi epski prostor – pakao. Opisuju se pakleni krajolik i njegovi stanovnici. Javljaju se demoni kao predstavnici zla u borbi protiv dobra. Pakleni kralj, ogorčen zbog poraza Turaka od Poljaka i upravo sklopljenog mira, strahuje za budućnost islama te poziva paklene sile na pobunu protiv Poljske.
14. i 15. pjevanje
Pjevanja nisu očuvana.
16. pjevanje
Od ovog pjevanja pa do kraja epa mjesto radnje jest Carigrad. Sultan želi pripremiti vojsku za novo ratovanje na Istoku. Međutim, proširuju se glasine da Osman planira posjeći janjičare i skupiti novu vojsku. Zato se janjičari počinju buniti. Ali-aga, zapovjednik janjičara, pokušava ih umiriti, ali bez uspjeha. Traže od Osmana njegove savjetnike – Dilavera i hodžu – jer smatraju ih lošima, pa ako im udovolji, ostavit će Osmana na vlasti. Ipak, sultan odbija njihov zahtjev.
17. pjevanje
Osman okuplja svoje vijeće usred noći želeći u teškoj situaciji čuti njihovo mišljenje. Prvi ga savjetuje Dilaver govoreći da će udovoljavanje zahtjevima janjičara samo potaći sve veće i veće zahtjeve. Husain mu savjetuje da preda savjetnike jer je bolje izgubiti njih nego cijelo Carstvo koje je u opasnosti. Osman pristaje na dogovor s pobunjenicima, Husain-pašu proglašava velikim vezirom, amnestira vojnike te odluči ne ići na Istok.
Majka svrgnutog Mustafe savjetuje se sa zetom Dautom želeći maknuti Osmana s prijestolja i ponovo postaviti Mustafu. Daut pristaje na plan urote.
18. pjevanje
Daut poziva janjičare na pobunu protiv cara. Govori o Osmanu kao o djetetu koje svoje vojnike vodi u rat u nepovoljnim uvjetima, a kao argument navodi i prošlogodišnji neuspjeh na hoćimskom bojištu. Hvali Mustafu govoreći da je nepravedno svrgnut s vlasti. Pobunjenici navale na Dilaverovu palaču, nakon čega se zapute prema Sultanovu dvoru.
19. pjevanje
Opisuje se carski dvor i njegov okoliš. U pripovijedanje je umetnut opis ljubavi Dilavera i lijepe Begum Adžamkinje koju je Dilaver dobio u dvoboju s perzijskim kraljevićem Hajdanom.
Pobunjenici stižu Dilavera koji je prerušen krenuo po pomoć, napadaju ga i na kraju ubijaju. Begum ih moli da joj daju Dilaverovo tijelo da ga pokopa, no oni odbijaju. Oslobođaju Mustafu iz carske tamnice. Osman u dugom monologu iznosi svoje strahove, čuđenje i zapanjenost nad pobunom svojih vojnika. Vojnici ga hvataju i odvode u carsku tamnicu.
20. pjevanje
U završnom se pjevanju epa govori o Osmanu koji se žali na svoju sudbinu. Car Mustafa opet je na vlasti, a uz njega su nove paše – Daut i Hasan. Mustafa zapovijeda da Osmana odvedu u Jedi-kulu, carigradsku kulu sa 7 tornjeva koja je služila kao tamnica. Osman plače jer je svjestan da su ga svi napustili i da ga čeka smrt. Dautov rob na njegovu zapovijed davi Osmana. Nakon Osmanove smrti ep završava pripovjedačevom osudom turskih osvajanja i osmanske civilizacije te veličanjem kraljevića Vladislava.

## Nastanak
Osman je, po svemu sudeći, nastajao u duljem vremenskom razmaku, možda već od sklopa događaja nakon Hoćimske bitke pa sve do autorove smrti 1638. godine. Za to je vrijeme pjesnik najvjerojatnije više puta zasnivao svoje djelo i ne jednom mijenjao koncepciju, iznalazio i odbacivao rješenja, u čemu ga je prekinula smrt.
U Osmanovu monologu i na drugim mjestima u epu mogu se pročitati izvrsne karakteristike stanja u Osmanskom Carstvu u prvoj polovici 17. stoljeća. Ipak, po mnogima najvrjednije stihove Osmana čine pjesnikove sažeto izrečene misli o ljudima i njihovim postupcima, o politici i političkim metodama, o vladarima i sposobnosti vladanja, o ljepoti, ljubavi i časti, o ljudskoj oholosti, o prolaznosti svega, pa i silne moći jednog od najmoćnijih zemaljskih vladara.

## Odnos prema povijesnoj stvarnosti

### Promjena prijevoda
U posveti Pjesni pokornih Gundulić je spomenuo namjeru da prevede Tassov Oslobođeni Jeruzalem i posveti ga poljskom kralju Žigmundu III. („dokli s nebeskom pomoći Jeruzalem slobođen, spjevanje čestitijem imenom kralja poljačkoga narešeno, svemu našemu slovinskom narodu ukažem“). Gundulić je svoj prijevod htio posvetiti poljskom kralju jer se on tada bio jedini mogao oduprijeti Turcima, jer su ostali europski narodi sudjelovali u Tridesetogodišnjem ratu (1618. – 1648.). Vijesti o pohodu vojske sultana Osmana II. protiv Poljaka stizale su u Dubrovnik već u proljeće 1621., a Gundulić je, kao državni službenik, bio među prvima koji su to saznali. S naročitim interesom pratio je pokret turskih četa prema sjeveru i iščekivao ishod sukoba. Dubrovački su senatori tražili od svojih poklisara, koji su pošli za Osmanom i predali mu godišnji danak negdje na putu prema Hoćimu, da što brže šalju vijesti o razvoju rata. Kao što se iz očuvanih pisama tih dubrovačkih poslanika vidi, vijesti su Dubrovčani dobivali zaista vrlo brzo, a one su u velikoj mjeri bile pouzdane. Prema njima je Gundulić mogao stvoriti jasnu sliku zbivanja te je smjesta odustao od namjere za tiskanjem prijevoda Oslobođenog Jeruzalema, odlučivši radije i sam napisati slično djelo, u kojem će obraditi nedavne događaje: poraz turske vojske kod Hoćima i smrt sultana Osmana II.

### Povijesno i nepovijesno
Osman je zasnovan gotovo kao suvremeni povijesni roman. Gundulić je svoje djelo protkao ne samo elementima glavnih političkih događaja nego i stanovitim detaljima do kojih su tek u novije doba došli povjesničari mukotrpno prekopavajući po arhivima. Do takvih je podataka mogao doći samo preko suvremenih zapisa te vjerojatno preko isusovaca koji su djelovali širom katoličkog svijeta, osobito u pograničnim područjima prema islamu i pravoslavlju. O Osmanu i o nekim poljskim ličnostima, o kojima pjeva u svom epu, imao je Gundulić prilike slušati i od svojih zemljaka koji su bili u Anconi, kad je kroz taj grad godine 1624. prolazio Vladislav kao hodočasnik u Rim te je tom prilikom odsjeo u kući ankonskih Gundulića, vjerojatno pjesnikovih rođaka.
Premda je svoj ep zasnivao na stvarnosti, nemajući zapravo sklonosti za prikazivanje nečeg nevjerojatnog i izmišljenog, Gundulić – po uzoru na Tassov Oslobođeni Jeruzalem – unosi u Osmana i mnogo nepovijesnih pojava. Takve su izmišljene i romantičke epizode; primjerice Sokoličini pothvati s njezinim djevojčicama („U nje družbi dvanaes ona / djevojčica bojnijeh ima, / i moguća i smiona / cijele vojske zateć š njima. // Sve u rukah kopja nose, / a u očiju drže strijele; / vezi od zlata njih su kose, / jašu konje jak snijeg bijele.“, IV., 349. – 356.) pa Sokoličin dvoboj s Krunoslavom („Prijete ovako dikle mlade / i prilike take imaju / da se obje vojske tade / u jednu od njih upoznaju.“, V., 297. – 300.), Krunoslavino osvetničko haranje po Moldaviji („Jak lavica, kad sred stijena / laviće joj lovac digne, / u nesvijesti nesmiljena / skakuć se ori, da ga stigne, / tač na konju hrlu // s kopjem leti a ne teče, / stižuć tursku vojsku vrlu / s drazim svojim nadaleče.“, V., 229. – 236.), njezin potajni susret s Kalinkom i Rizvan-agom, Dilaverovo viteško-trubadursko osvajanje lijepe Begum negdje u dalekoj Perziji – sve prizori koji za glavnu radnju nisu osobito važni. Po uzoru na epsku tradiciju Gundulić je u radnju (XVIII. pjevanje) upleo paklene sile koje su na strani Osmanovih neprijatelja, ali sudjelovanje pakla u radnji ostalo je samo u skici.
Premda je za glavnu radnju svoga epa Gundulić uzeo povijesne događaje, nije ih obradio tako da sve pojedinosti odgovaraju povijesnim činjenicama, nego je, u skladu s baroknom poetikom epa koja dopušta slobodu u obradi povijesnih tema, odlučio nešto promijeniti kako bi postigao veći interes kod čitatelja.

### Povijesni likovi
Osman II. glavni je junak Gundulićeva epa. Kao najstarije dijete Ahmeda I. rodio se 1604. godine. Na prijestolje je došao 1618. kao četrnaestogodišnji dječak, preotevši vlast svom slaboumnom stricu Mustafi. On je u epu prikazan kao mlad, čestit i hrabar vladar, koji štiti svoje savjetnike, tako da ni u vlastitoj životnoj opasnosti ne predaje pobunjenicima velikog vezira Dilavera (“To li vas je krvi želja, / želju upijte srca prika / ne carskijeh prijatelja / negli carskijeh protivnika!”, XVI., 409. – 412.). Iz povijesti se zna da ga je Osman izručio pobunjenim vojnicima. Prema prvom pjevanju, osobito prema uvodnim stihovima, Osman je kao predstvanik nekrsta („Ah, čijem si se zahvalila, / tašta ljudska oholasti? / Sve što više stereš krila, / sve ćeš paka niže pasti!“, I., 1. – 4.) trebao biti utjelovljenje nasilja i zla, a u djelu se pokazuje kao junak s plemenitim i viteškim težnjama da svome carstvu vrati prijašnju slavu. Gundulić turskom sultanu pridaje i izrazite crte plemenitosti: prijedlog velikog vezira da prije odlaska na Istok pogubi svrgnutog cara Mustafu, njegovu majku i svoju braću, kako se nitko za njegove odsutnosti ne bi zaželio prijestolja, Osman odlučno odbija.
Prema Gunduliću, i poljski se kraljević pokazao u boju kod Hoćima kao velik borac i junak nad junacima, premda je povijesna istina da Vladislav nije ni sudjelovao u bitci. Vladislav (Wladyslaw) bio je poljski kraljević, sin Žigmunda III. Rodio se 1595., a vladao je Poljskom, kao Vladislav IV., od 1633. do 1648. Iako u stvarnosti uopće nije sudjelovao u bitci kod Hoćima, poslije se pojavio pred vojskom kako bi joj na kraju bitke podigao moral.
Korevski ili Samuel Korecki, što je njegovo pravo ime, bio je poljsko-ukrajinski velikaš koji je zarobljen 1616. i odveden u Carigrad, odakle je, uz pomoć nekog Grka i njegove supruge Katarine, uspio pobjeći. Neki izvori kažu da je za vrijeme bijega boravio i u Raguzi, ali to nije bio tadašnji Dubrovnik, nego istoimeni naziv za mjesto na Siciliji. Korevski se vratio u domovinu 1620. godine, ali ondje je ponovo zarobljen i zatvoren u Jedi-kuli, gdje su ga zadavili 27. lipnja 1622. godine.
Krunoslava, zaručnica Korevskog, kojoj je pjesnik uz neke zajedničke crte s Katarinom, ženom Samuela Koreckog, a kćerkom moldavskog vojvode Jeremije Mohile, dao mnogo zajedničkih osobina, mogla je u epu umrijeti u zatvoru zajedno s Korevskim, jer u Dubrovniku se nije znalo da je bila u turskom zarobljeništvu, da je iz njega puštena i da je umrla na slobodi. U tvorbi njezina lika imao je Gundulić pred očima i figuru bojnice, figuru Venere militans poznatu iz Vergilijevih, Ariostovih, Tassovih epopeja; ali, isto tako, i sudbinu nesretne supruge nesretnog Korevskog. Krunoslavinom sudbinom intenzivno se bave sve dosadašnje dopune tzv. izgubljenih pjevanja.
Kazlar-aga nadstojnik je sultanova harema. Za Osmanove vladavine, kako izvori kažu, tu je dužnost obavljao Sulejman-aga. U zapisnicima dubrovačkog Senata iz 1618. godine nalazi se spomen nekog Kazlar-age, koji se u stvarnosti zvao Kizlar-aga. U Gundulićevu epu Kazlar-aga putuje, ali ne poput Ali-paše u poklisarsku misiju, već na Balkan u potrazi za ljepoticama koje će krasiti sultanov harem (VI. pjevanje). On u epu provodi otmicu Sunčanice, susreće jednom Sokolicu, a naposljetku ga Osman kao svoga predstavnika upućuje pobunjenicima koji su ga sasjekli sabljama (XIX. pjevanje).
Sokolica je još jedna romantična (izmišljena) bojnica u Osmanu. Podrijetlom je iz dinastije Tatara koji su vladali Indijom. Amazonka Sokolica zaljubljena je u Osmana, a nakon sudjelovanja u Hoćimskoj bitci, ostaje ona u Poljskoj i hara njezinim prostranstvima. Kupanje Sokoličinih bojnica jedan je od antologijskih prizora Osmana.

### Hoćimska bitka
Dubrovački je pjesnik u svome epu očigledno izmijenio okolnosti Hoćimske bitke koje su izgledale ovako: u svibnju 1621. Osman II. poveo je vojsku od 300 000 ljudi i krenuo s njom na tvrđavu Hoćim, gdje su se pod vodstvom vojskovođe Jana Karla Chodkiewicza bili utaborili Poljaci. U taboru je bio i kraljević Vladislav, ali nije sudjelovao u borbi, nego je bolestan ležao u Kamjenjcu blizu bojišta.
Unatoč nadmoći Turci u tom boju nisu mogli pobijediti vojsku od 30 000 Poljaka. Poljaci su pretrpjeli teške gubitke i stradali zbog nestašice hrane, ali postojano su odbijali sve turske navale, pa upravo u trenu kad su nakon junačke Chodkiewiczeve smrti (27. rujna 1621.) poljske snage bile na izmaku, došla im je poruka od Turaka da bi Osman bio spreman sklopiti s njima mir, ako ga zatraže. Poljaci su bili sretni što je sve tako završilo, pa se i takav ishod mogao smatrati pobjedom, prije svega pobjedom u obrani Poljske. Na tu je odluku Osmana potaknula pobuna neposlušnih janjičara i općenito nezadovoljstvo u vojsci zbog slabih uspjeha u ratu. Pošto se vratio u Carigrad, nakon nemilog iskustva u Poljskoj, Osman je htio uvesti čvrstu stegu u svojoj vojsci pa je, pod izlikom da se želi pokloniti Muhamedu na njegovu grobu, naumio prijeći u Aziju, sakupiti ondje nove čete i njima zamijeniti nepouzdane janjičare. Za tu je njegovu namjeru nekako doznala vojska u Carigradu, pa se na taj glas pobunila i nanovo proglasila carem zatvorenog Mustafu, a Osman je bio uhvaćen, bačen u tamnicu i u njoj zadavljen 20. svibnja 1622. godine.

### Kronologija
Osim toga, Gundulić mijenja kronološki red nekih događaja, više događaja stapa u jedan, a ulogu neke povijesne ličnosti daje u epu drugoj ličnosti. Tako, primjerice, ulogu kneza Zbarskog, koji je išao u Carigrad i poslije Osmanove smrti sklopio mir s Turcima, u epu ima Ali-paša, koji i nije stvarna povijesna ličnost. U Gundulićevu epu turski vezir putuje kao sultanov poklisar u Varšavu radi sklapanja tursko-poljskog mira. Taj je mir u stvarnosti sklopljen tek 1623. godine, dakle nakon Osmanove smrti, i to u Carigradu za vrijeme druge vladavine Mustafe I. U ime Poljske mir je tada potpisao knez Krištof Zbarski, a ne Vladislav, kako to iznosi Gundulić.
Kako je na Osmanu radio do svoje smrti, Gundulić je u nj unosio i neke događaje koji su se zbili poslije 1622. godine, kad se svršava radnja epa. Tako se, primjerice, u epu nekoliko puta spominje Vladislavova zaručnica Cecilija Renata s kojom se Vladislav vjenčao tek godine 1637. („Česarovom kćeri obdari / i tvu mlados Višnji zgare“, III., 165. – 166.; „O česarska kćeri izbrana, / u porodu okrunjena, / ti sve vedra, sva sunčana / s ljepote si i s plemena.“, VIII., 29. – 32.; „od svê lijepe vjerenice“, IX., 598.). Mijenjati povijesne činjenice mogao je Gundulić samo kod onih događaja i ličnosti za koje je držao da ih nisu poznavali njegovi zemljaci. Zato primjerice može i knez Zborovski pokazivati Ali-paši na slikama Hoćimske bitke ljude (pustinjak Blaž, knez Rodovilski, vojvoda Zamoški, Mikleuš Senjavski, vojvoda Karlo Kotković, Altanski, Sajdački), kojih i nije bilo u tom boju, a o kojima Dubrovčani vjerojatno nikada nisu čuli. Ali, primjerice, o Korevskom, zapravo o Samuelu Koreckom, Gundulić nije smio mijenjati bitne činjenice jer su tog poljskog junaka bez sumnje upoznali mnogi Dubrovčani, kad se on na svom bijegu iz prvoga ropstva u Carigradu neko vrijeme zadržao u Dubrovniku (1618.).

## Kompozicija

### Teme
Ivan Gundulić i epskim je postupcima u Osmanu izašao iz okvira dotadašnje hrvatske književnosti i utro put novom oblikovanju narativnih djela 17. i 18. stoljeća. Hrvatska je književnost prije Gundulića poznavala samo biblijski humanistički ep, pelegrinacijski alegorijski ep i stihovanu kroniku ili pak neke narativne žanrove s jednotematskom strukturom i linearnom kompozicijom. U predgundulićevskoj se epici epski svijet strukturirao linearno, preko jedne dominantne teme i mnoštva sporednih tema, a događaji se prikazivali po pravilima stroge linearne sukcesije, oponašajući slijed događaja u vremenskom lancu stvarnosti.
Ep Osman ima izrazito kompleksnu kompoziciju. U njemu se ne slijedi linearna kronologija događaja, štoviše, kompozicija se ostvaruje kao prepletanje prošlosti i sadašnjosti. Vremenske su perspektive epskih radnji različite, a pripovjedačevo je vrijeme često udaljeno od ispripovijedanih događaja. U epu se javlja više paralelnih fabularnih linija, mnoštvo glavnih i sporednih likova, a likovima iz zbilje i fikcije izjednačuje se status u epskome svijetu. Sveznajući se pripovjedač jasno opredjeljuje za kršćanski svijet te kvalificira epsku radnju kao borbu iznimnih političkih snaga, ali i kao borbu dobra i zla.
Ep objedinjuje tri teme: temu Hoćimske bitke, temu putovanja Ali-paše iz Carigrada u Varšavu i Kazlar-age iz Carigrada u Srbiju te temu Osmanove smrti. Hoćimska bitka odvija se u pretpovijesti epske sadašnjosti te – iako je oblikovana epskim digresijama, retardirajuće radnje u odnosu na pripovjedačevo vrijeme – predstavlja pravu temu djela jer je prikazana u cijelosti. Tema dvaju putovanja odvija se u istodobnosti s pripovjedačevim vremenom. Prikazana u velikom broju pjevanja, ona zahvaća golem epski prostor (od Carigrada do balkanskih zemalja i Poljske) i odulje epsko vrijeme (nekoliko mjeseci). Na taj način tema putovanja, s mnogo umetnutih epizoda, integrira Hoćimsku bitku. Osmanova je smrt prikazana u posljednjih pet pjevanja. Ona se također odvija u epskoj sadašnjosti, a slijedi nakon događaja koji su se odigrali unutar druge teme epa, tj. unutar teme dvaju putovanja. Osmanova je smrt prikazana na jednom jedinstvenom mjestu, u Carigradu, događaji su opisani kontinuirano, kako se događaju na sceni, u svega nekoliko dana. Malo je lirskih digresija i retardirajućih epizoda, a pripovjedač komentira samo posljednje događaje.
Upravo uvođenjem različitih vremenskih dimenzija i nastojanjem da se razvedene fabularne linije povežu, otvara se niz kompozicijskih mogućnosti. Tako tema Hoćimske bitke i tema Osmanove pogibije funkcioniraju po uzročno-posljedičnom načelu. Naime, Hoćimska bitka uzrok je pobune janjičara, pa prema tome i uzrok Osmanove smrti. Tema putovanja služi kao kopča između vremena koje je proteklo i prijeđenog prostora od Hoćimske bitke do Osmanove smrti. Osim toga, povezivanjem različitih tema, otvara se prostor mnogim epskim digresijama, dinamiziranju radnje ili plasiranju neke ideje.

### Motivacije
U skladu s time, u epu se javljaju dvije vrste motivacije: motivacija po načelu uzrok-posljedica ili vremenska/mjesna povezanost i motivacija po načelu intermedijalne povezanosti motiva. Tako je na primjer putovanje Ali-paše ili Kazlar-age motivacija za uvođenje mnogih motiva iz europske povijesti ili govor Ali-paše pred poljskim kraljem motivacija političkom diskursu o onodobnoj političkoj situaciji i odnosu tadašnjih europskih sila (vremenska/mjesna povezanost). Galerija je kipova u varšavskom dvorcu isto tako motivacija za opis povijesti Poljske i njezinih vladara (postupak intermedijalnosti).
Treba svakako napomenuti da postoji svojevrsna dosljednost i u strukturi svakog zasebnog pjevanja. Počeci su pjevanja specifični, svako pjevanje započinje apostrofom neke apstraktne kategorije ili vremenskom perifrazom (npr. II. pjevanje: apostrofa mladosti; III. pjevanje: opis dolaska proljeća i zore). No mnogo važnije od toga, svako pojedinačno pjevanje sadrži dvije vremenske dimenzije, prošlost i sadašnjost, a obje su podjednako važne za razumijevanje smisla priče. «Sudar prošlosti i sadašnjosti nije samo jedna od središnjih tema djela, nego ujedno i jedan od glavnih postupaka u njegovoj izvedbi.»
Svako pjevanje započinje naracijom u sadašnjosti koja teče neko vrijeme, zatim se nekim povodom vraća u prošlost, da bi se na kraju ponovno vratila u sadašnjost. Prošlost se s jedne strane javlja kao nedavna prošlost (Hoćimska bitka), a s druge strane kao davno prošlo vrijeme (povijest gradova kojima putuje Kazlar-aga). To vraćanje u prošlost javlja se dosljedno, čak i onda kad se takav postupak protivi logici pripovijedanja. Sam postupak vraćanja u prošlost važniji je od sadržaja digresije i ima trojaku funkciju, on podcrtava značenje sadašnjosti zbog relevantnih uzroka, sugerira mijenu svega u vremenu, nepredvidivost sreće te relativizira prikazanu zbilju.

### Cjelovitost
Neki su opisi, digresije, retardirajuće radnje u epu zapravo redundantne u odnosu na glavnu fabulu, ako se glavnom temom smatra Osmanova smrt, tj. svaka radnja koja je neposredno vezana uz Osmana. Teško je uopće točno odrediti trajanje same radnje, moglo bi se pretpostaviti da vrijeme od Osmanovih savjetovanja sa svojim savjetnicima do njegove smrti traje svega 8 - 9 mjeseci. Baš zbog takve kompleksne naravi epa mnogi se povjesničari književnosti razilaze u pogledu njegove kompozicije. Tako Armin Pavić Osmana ne smatra jedinstvenim djelom jer je u njemu 12 od 20 pjevanja s radnjom povezano tek neposredno te vjeruje kako je Gundulić isprva napisao dvije pjesme, pjesmu o junaštvu Vladislava u turskome boju i pjesmu o ubojstvu sultana Osmana, od kojih je kasnije nastojao sastaviti Osmana. Za njega pjevanja 1, 16, 17, 18, 19. i 20. čine jedinstvenu cjelinu kojoj pripada tema Osmanove smrti te ta pjevanja smatra pravim Osmanom, a cjelokupno djelo naziva Osmanidom. Luka Zore pak, pozivajući se na Pavićeve tvrdnje, kompoziciju Osmana ipak smatra jedinstvenom, dok je Franjo Marković u Osmanu prepoznao dramsku kompoziciju.
Na kraju, iako je takva je kompleksna montažna kompozicija pomalo oslabila razumijevanje toka glavne fabulativne linije, ona je omogućila da se epski svijet prikaže u svom totalitetu, u svojoj povijesnoj sveobuhvatnosti. Komponiranje pojedinih događaja u različite vremenske dionice i povezivanje nekoliko različitih tema omogućilo je unošenje mnogo građe, mnogo različitih fabulativnih linija, miješanje stvarnog i fikcionalnog, povijesnog i privatnog, kršćanskog i muslimanskog, slavenskog i turskog svijeta. Razvedenost kompozicije urodila je i apsorbiranjem raznih književnih vrsta te se u djelu mogu prepoznati teme, motivi i ugođaji koji su dotad bili rezervirani za neke druge žanrove (npr. elementi ljubavne lirike). Osim toga, u epu se mogu pronaći i elementi drugih književnih medija kao što su usmene i pučke pjesme (npr. pjevanje o Sunčanici). Neki su događaji čak prikazani kao priča u priči.
Ovakvim strukturiranjem kompozicije po načelu montaže te povezivanjem različitih umjetničkih medija u jednome djelu, Gundulić se posve približio suvremenoj baroknoj epskoj tehnici. Izgradio je jedno novo literarno, romaneskno djelo koje će poslužiti kao najveći uzor mnogim hrvatskim epicima koji će stvarati nakon njega.

## Rukopisi i izdanja

### Rukopisi
Gundulićev rukopis Osmana u svijet je sa sobom ponio njegov sin Frano (1630. – 1700.) koji je bio vojnik u Španjolskoj i Austriji. S njim je služio Nikola Ohmučević koji ga je prepisao i čiji je prijepis danas najstariji poznati rukopis Osmana jer se Gundulićev originalni rukopis nije sačuvao. Ohmučević je prepisivanje jednog dijela Osmana završio u Biskaji u Španjolskoj 15. kolovoza 1651. godine. Prepisivanje drugog dijela započeo je u Beču 20. listopada 1653., a završio 15. travnja 1654. godine.
Poznato je pet rukopisa iz 17. stoljeća: Ohmučevićev, Vatikanski, Valovićev, Adamovićev i Čingrijin, a veliki poznavatelj rukopisa Osmana, Đuro Körbler, početkom 20. stoljeća, smatrao je da u svijetu postoji oko sedamdeset sačuvanih rukopisa, ali da se u privatnim i javnim knjižnicama još uvijek „skriva“ velik broj. U Zagrebu, u Nacionalnoj i sveučilišnoj knjižnici, čuvaju se najstariji sačuvani rukopisi iz 1689., 1727., 1765., 1773. i 1816. godine.
Mnogo rukopisa čuva se u Poljskoj, a smatralo se da će se tamo pronaći i izgubljena pjevanja proučavanjem kojih su se bavili Heinrich Glück i Wacłav Parkott. Glück je uspio ući u trag sedam sačuvanih rukopisa: a) rukopisa u vlasništvu Władysława IV; b) rukopisa namijenjen Stanisławu Augustu; c) loše kopije prethodnog; d) rukopisa Aleksandra Sapiehe; e) rukopisa Michala Bobrowskog; f) rukopisa Andrzeja F. Kucharskog. Treba napomenuti da Glück nije vidio nijedan od tih rukopisa, a Parkott samo dva (točke c i e).

### Izdanja
Osman je ostao u rukopisu sve dok prilike za njegovo tiskanje nisu postale povoljne, tj. do početka 19. stoljeća. Prvi pokušaj tiskanja Osmana bio je u Dubrovniku, oko 1810. godine (tiskanje je prekinuto nakon 10 araka). Zatim ga je pokušao izdati Antun Mihanović. Na Novu godinu 1818. u Padovi je pozvao na pretplatu za Osmana kojeg je mislio tiskati prema rukopisu kupljenom u Mlecima, međutim rukopis ipak nije tiskan. Prvo izdanje Osmana tiskano je u Dubrovniku 1826. godine, s dopunom Pijerka Sorkočevića. Rukopis je, prema bilješkama Džanluke Volantića, priredio franjevac Ambrozije Marković.
Matica ilirska 1844. godine izdala je Osmana s dopunom Ivana Mažuranića i rječnikom Antuna i Ivana Mažuranića. Kratak predgovor za ovo izdanje napisao je Vjekoslav Babukić. Prvo kritičko izdanje Gundulićevih djela izdala je Jugoslavenska akademija 1877. u uredništvu Armina Pavića kao IX. knjigu Starih pisaca hrvatskih. To je izdanje nastalo prema Cekinićevu rukopisu iz 1731. godine. Drugo i treće Akademijino izdanje priredio je Đuro Körbler; drugo 1919., a treće 1938. s dopunama Milana Rešetara.
Ostala važnija izdanja Osmana jesu:
- Gundulić, Ivan: Osman u 20 pjevanjah, Narodna tiskarnica dra. Ljudevita Gaja, Zagreb, 1854.
- Gundulić, Ivan: Osman Ivana Gundulića, s pjevanjima XIV. i XV. Ivana Mažuranića, priredio Ivan Broz, Kr. Sveučilišna knjižara Fr. Župana (Albrechta i Fiedlera), Zagreb, 1887.
- Gundulić, Ivan: Osman Ivana Gundulića, s dopunama I. Mažuranića i P. Sorkočevića, pripravio za štampu Jovan Bošković, Sopronova štamparija, Zemun, 1889.

### Prijevodi i adaptacije
Osman je prevođen na sve važnije svjetske jezike. Slavenski prijevodi (poljski, češki, ruski) teže sačuvati strofu, stih i rimu originala, dok latinski, francuski, njemački, engleski i talijanski uglavnom odstupaju od metričkih osobitosti originala.
Prvi prijevod Osmana na talijanski i uopće na bilo koji strani jezik doslovni je prijevod Vicka Smeće iz 1786. godine. Najznačajniji francuski prijevod jest Antuna Sorkočevića iz 1838. godine. Latinski prijevod objavio je u Mlecima 1865. Blaž Getaldić, njemački 1918. u Berlinu Katarina von Pommer Esche, ruski Vjačeslav Zajcev 1969. u Moskvi, a engleski Edward D. Goy u Zagrebu 1991. godine. Poljskih prijevoda ima više, a prvi tiskani jest cjeloviti prijevod Czeslava Jastrzębieca-Kozłowskog iz 1934., objavljen u Varšavi.
Osman je doživio i različite obrade. Dušan Bogosavljević romanizirao ga je i objavio u Beogradu 1929. godine, Georgij Paro režirao je kazališnu adaptaciju u zagrebačkom HNK 1992., a pronalazak cjelovitog i originalnog rukopisa Osmana tema je i romana Koraljna vrata Pavla Pavličića.

## Dopune
Osman je do nas stigao bez dvaju središnjih pjevanja – četrnaestoga i petnaestog. Postoje različita nagađanja o razlozima zbog kojih je ep ostao nedovršen. Prema prvom objašnjenju, Gundulić je završio Osmana, ali dva su pjevanja stjecajem okolnosti izgubljena – možda slučajno, a možda ih je namjerno uništio sam autor ili netko drugi (mogući razlozi bili su onodobno složeni politički odnosi s Turcima). Prema drugom objašnjenju, ep nikada nije završen, a prema trećem zapravo se ne radi o jednom spjevu, nego o dvama: jedan je posvećen Osmanu, a drugi Vladislavu, i tek ih je netko kasnije spojio u jedinstveno djelo. Posljednje je objašnjenje zastupao Armin Pavić. Međutim, danas se ep čita i tumači kao jedinstveno djelo, a takvu je tezu zastupao i Franjo Marković.
Gundulić je u Osmanu ostavio nedovršenima pet fabularnih linija i njih je trebalo zaokružiti upravo u pjevanjima koja nedostaju jer su smislom i simboličkim značenjem neophodne za razumijevanje cjeline priče. Romantične su epizode vezane uz ženske likove, a priče o njima, osim one o Begumu i Dilaveru, ostaju u epu nedovršene, pa su upravo sudbine Krunoslave, Sokolice i Sunčanice glavne teme nadopuna Gundulićeva epa.
Nekoliko pjesnika bavilo se nadopunjavanjem epa: Pjerko Sorkočević, Ivan Mažuranić, Marin Zlatarić, anonimni nadopunjivač budimskog izdanja iz 1827. godine te Frano Branko Angeli Radovani koji je ep nadopunio četrdesetih godina dvadesetog stoljeća. Prvo izdanje Osmana, sa Sorkočevićevom dopunom, potječe iz 1826. godine, a tiskano je u Dubrovniku, u redakciji Ambrozija Markovića. Iako je od Matičina izdanja iz 1844. godine, uobičajeno da se ep tiska s dopunom Ivana Mažuranića, smatrano je da dopuna Pjerka Sorkočevića vjernije slijedi Gundulićevu fabularnu osnovu, odnosno da se kvaliteta njegove dopune zasniva na onome što u Gundulićevu tekstu već postoji. Naime, Pjerko Sorkočević trudio se povezati prekinute fabularne niti želeći da smisao na taj način proizađe iz cjeline s minimalnim intervencijama u tekstu. Tako su postupili i njegovi sljedbenici – Zlatarić te anonimni autor budimskog izdanja. Sorkočević u svojoj dopuni ne dodaje likove kojih u Gundulića već otprije nije bilo. Nadalje, on starim likovima ne dodaje nove karakterizacije i sposobnosti niti uvodi nove ambijente ili situacije, kao što ne uvodi ni nove motive i pokretače radnje. On je, spojivši fabularne linije, pokušao samo nastaviti radnju, uvažavajući pritom dva svijeta: povijesni i romantični. Potonjim se bavio više nego povijesnim, dok eshatološki svijet nije dirao, smatrajući ga dovršenim.
Mažuranić je postupao upravo suprotno; u njegovoj dopuni postoji izraženije interpretativno zadiranje u predložak. Mažuraniću nije bilo dovoljno zadržati se samo na razini upotpunjavanja fabule; on je uveo nove likove novih sposobnosti, a radnju ne pokreću samo ljudski osjećaji i činovi nego su za njezino odvijanje odgovorne sile kojih kod Gundulića nema. Uz to, Mažuranić uvodi i nove ambijente (npr. Drinopolje), ali i izvorno neprisutne pokretačke motive, iz kojih proizlazi ono što se u ostatku Gundulićeva teksta događa, te orijentire za značenjsko i ideološko tumačenje cjeline. Bitni elementi prisutni u njegovoj dopuni kozmološki su i autorefleksivni motivi. Sorkočević, kao ni sam Gundulić, nije se bavio tim motivacijskim aspektima na takav način jer za njih nijedna ljudska sudbina nije unaprijed predodređena. Mažuranić je, međutim, u radnju uveo lik profesionalnog zvjezdoznanca koji tumači Osmanovu sudbinu pa se sudbina tako može pročitati u zvijezdama. Sorkočević se držao principa da tumačenje radnje može iznositi samo pripovjedački glas, ali ne i neki od likova. Mažuranić zatvara ep jedinstvenom interpretacijom koja po svojim karakteristikama nije barokna. Naprotiv, njegovi dopjevi preslika su njegova osobnog viđenja Osmana iz romantičarske, devetnaestostoljetne perspektive. No, unatoč tome, on je uspješno riješio tehnička načela epa, dosljednost i izvornost leksičkoga izričaja, stiha i rime.
Mažuranić tako svoju dopunu stvara podosta slobodno u odnosu prema izvorniku i ostalim nadopunjivačima. Izdanje s njegovom dopunom, iz 1844. godine, zaslužuje osobitu pozornost jer je nastalo u doba hrvatskoga narodnog preporoda, za ilirce Gundulićevo je djelo emblematičan kondenzat značenja koje je u njihovoj predodžbi imao Dubrovnik u doba turske opasnosti. U Osmanu su mogli iščitati sve kulturne i književne znakove koji su važni za hrvatsku kulturu općenito. U motivima borbe za slobodu vlastitoga naroda, vjere u propast nasilja i tiranije te u težnji za pravdom i mirom, ilirci su pronašli poticaj za vlastita ostvarenja. U djelu su prepoznate rodoljubne i humanističke ideje koje su samom svojom pojavom poticale na ostvarenje narodnim preporodom. Mažuranić je u to doba bio popularan i svestran ilirac pa mu je kao takvom i pripala čast dopunjavanja Osmana.
Posljednji nadopunjivač, Frano Branko Angeli Radovani, ep je također dopunio na temelju fabularnih linija u samome djelu, no nije htio zadirati u njegov smisao. On se odnosio prema djelu vrlo slobodno, s obzirom na predložak, čak slobodnije od Mažuranića. No, rješavanje se problema presječenosti fabularnih linija ipak podudara s pristupom Sorkočevića i njegovih sljedbenika. Radovani je uveo novinu u svoje dopune ugradivši u tekst postojeće Gundulićeve stihove iz njegovih drugih djela (najviše iz Suza sina razmetnoga). Smatra se da je Radovani uopće uveo mnogo inovacija u nebitnim dijelovima. Te inovacije zauzimaju neproporcionalno velik broj stihova. Prvi motiv, a to je motiv Krunoslave i Korevskoga, Radovani je riješio kao i Sorkočević (puštanjem poljačkog kneza, izlaskom zarobljenika iz tamnice i njegovim odlaskom kući s Krunoslavom, dok Krunoslavina ljubomora nije zaobiđena kao kod Mažuranića, međutim, o njoj se ne raspravlja iscrpno kao kod Sorkočevića). Nadalje, motiv Kazlar-age i Sunčanice riješen je na isti način kao i u Sorkočevićevoj dopuni (njih dvoje dolaze do Carigrada, Osman otpušta Sunačnicu i šalje je kući). Međutim, lik Sokolice u Radovanijevoj je dopuni razrađen posve originalno. Iako je trinaesto pjevanje potpuno posvećeno zlim silama, on ipak uvodi u njega nove likove, a to su Sokolica, Mustafina majka, te paklena sila u liku hodže. Također je neprimjereno izveden prizor Sokoličine smrti (ona pogiba od ruke nekakva usputna lika, a smrt joj je prikazana ovlaš i nabrzinu kao nešto nevažno, dok joj se u ostalim pjevanjima posvećuje mnogo više pažnje). Lik je Ali-paše izveden gotovo isto kao i kod Sorkočevića uz pojedine manje preinake vezane uz pozadinske okolnosti i psihološke implikacije. Dodatak ovom motivu jest i izvedba koja podrazumijeva puštanje poljskih i turskih vojnika, međutim, to ne utječe na daljnji tok radnje. I, na kraju, lik Osmana Radovani tek ovlaš dodiruje. Za razliku od ostalih nadopunjivača, koji Osmana oblikuju kao blagu, pomirljivu, taštu i pomalo zbunjenu osobu, Radovani ga iscrtava kao impulzivna, prijeka, arogantna i zla čovjeka. U usporedbi sa Sorkočevićem, Radovaniju nedostaju pojedine spisateljske vještine poput fabulatorske suptilnosti, čistoće izraza, blistavosti fraza te kompatibilnih leksičkih i morfoloških obilježja.

## Književnopovijesno značenje

### Kontekstualizacija
Hrvatsku književnost 17. stoljeća u kojemu je stvarao Gundulić i koje je, uostalom, i obilježeno njegovim epom Osman potrebno je razumijevati, kao i ostale intervale u povijesti starije hrvatske književnosti, s trajnom sviješću o regionalnoj raznolikosti i neujednačenosti lokalnih književnih tradicija i književne proizvodnje. Neovisno o definiciji baroka (koji se u suvremenoj znanosti o književnosti i kroatistici shvaća dvojako, kao stilska odrednica, tj. tipološki, ili kao vremenska odrednica, tj. epohalno), isticanje je upravo regionalne različitosti književno-kulturnih krugova konstanta u recentnim radovima o hrvatskome književnom baroku.
U najčešće prihvaćenoj podjeli na četiri regije, dubrovačko-dalmatinska, kojoj pripada i sam Gundulić, zbog trajnog i intenzivnog utjecaja zapadne (prvenstveno talijanske) književne tradicije prednjači u izravnijoj afirmaciji vanjskoga književno-kulturnog poticaja, dok se u preostalim trima, sjevernijim regijama (u djelima autora ozaljskoga kruga, kajkavskoj književnosti sjevera i Kanižlićevim djelima u Slavoniji) barokni elementi objašnjavaju mahom kao slučajan refleks daljih književnih kretanja.
Cjelinu Gundulićeva opusa, s osobitom pažnjom posvećenom Osmanu, treba dakle vrednovati i kontekstualizirati višestrukim okvirima – u odnosu prema regionalnoj različitosti tipičnoj za ranonovjekovnu književnost hrvatskoga kulturnog prostora, ali i unutrašnjoj različitosti matične Gundulićeve regije, osobito u odnosu prema cjelini epskoga korpusa hrvatskoga književnog 17. i 18. stoljeća i njegovoj domaćoj književnoj tradiciji. Dubrovačko-dalmatinski književno-kulturni kompleks podrazumijeva i omjeranje o onovremenu epsku normu koju najvećim djelom oblikuje utjecajni talijanski književnik Torquato Tasso u brojnim svojim poetičkim radovima o epu koje dosljedno primjenjuje u svojoj uspješnici i neprijepornom modelu baroknoga epskoga stvaralaštva, u djelu Oslobođeni Jeruzalem.
Tako promatran, Gundulićev Osman, na pozadini domaće epske tradicije oblikovane u humanizmu i renesansi, kao na svojem književnom zaleđu linearno komponirane i jednostavnije strukturirane epike (u djelima Marka Marulića, Jakova Bunića, Damjana Beneše, Mavra Vetranovića, Saba Bratosaljića Sasina i dr.), predstavlja značajan iskorak, dok za hrvatsku epsku produkciju koja se na njega u sljedećim stoljećima oslanja ima vrijednost novooblikovanoga normativnog poetičkog modela. Svojim osobitim "sadržajnima i formalnim osobinama „Osman” je prvo djelo hrvatske književne kulture koje je uspostavilo i utemeljilo kanon klasičnog nacionalnog epa koji je dugo vremena nakon svoga nastanka predstavljao neprijepornu, i u estetskom i u kulturološkom pogledu, kulturnu vrijednost".
Osobitost Gundulićeva epa proizlazi iz, iako na Tassa oslonjene, po mnogome specifične epske poetike ostvarene kompleksnim kompozicijskim prepletanjem tematskih svjetova pri obradi suvremene političke teme. Formalne se osobitosti epa očituju u hipertrofiranoj figuralnosti koja je prema nekim autorima i temeljna značajka baroknoga stila. Nastao u želji slavljenja poljskoga kralja i u vremenu nakon Tridentskoga koncila "(p)o idejnoj koncepciji i ideološkome opredjeljenju „Osman” je ep katoličke obnove i baroknog slavizma istodobno".
Odabirom suvremenoga povijesnoga događaja slavensko-turskoga (i tursko-turskog) sukoba kao teme, panegirika Dubrovniku kao osobita toposa, složenom kompozicijom tematskih svjetova i razvedenim fabularnim linijama, strukturiranjem mjesta i vremena, načinom oblikovanja pripovjedača angažiranoga na strani kršćanstva te modelom oblikovanja i karakterizacije likova i motivacijskih sklopova, Gundulićev je ep utjecao na brojna, manja i veća epska djela, tako da "poslije „Osmana” hrvatski epici ne posežu više za talijanskim predlošcima, a kada i posežu, prilagođuju svoje potrebe poetičkim normama „Osmana”".

### Utjecaji
Gundulićevo je djelo tako utjecalo na najveći dio korpusa povijesne epike hrvatske književnosti 17. i 18. stoljeća: na Dubrovnik ponovljen Jakete Palmotića Dionorića koji u 20 pjevanja i 15644 osmeračka stiha tematizira potres u Dubrovniku i diplomatsku akciju u Turskoj koja je trebala smanjiti velik novčani namet razrušenom Gradu; zatim na ep Sveti Ivan biskup trogirski i kralj Koloman Petra Kanavelića (najveće epsko djelo na hrvatskome jeziku u ranom novovjekovlju sastavljeno od 19084 osmeračka stiha podijeljena u 24 pjevanja) koji obrađuje pohod ugarskoga kralja Kolomana na Dalmaciju početkom 12. stoljeća; na religiozna epska djela poput epa Kristijada Junija Palmotića (prerada epa Christias Girolama Vide) i epilija Glavosječenje Ivana Krstitelja Nikolice Bunića, kao i na niz manjih ili manje značajnih narativnih djela u stihu hrvatske književnosti 17. i 18. stoljeća, kao što su Trublja slovinska Vladislava Menčetića, Beča grada obkruženje od cara Mehmeta i Kara Mustafe velikoga vezijera Petra Tome Bogašinovića, Kanavelićev panegirik Ivanu Sobieskom, kralju poljačkomu, osloboditelju Beča, ep Jose Krmpotića Katarine II i Jose II put u Krim itd.
O književnopovijesnome značaju Gundulićeva Osmana govore mnogo i podaci o cirkulaciji i sveprisutnosti prijepisa i prijevoda teksta, ali i brojne dopune epa nastale u stoljećima hrvatske književnosti koja su slijedila; brojnost i različitost recepcijskih odziva svjedoči o važnosti i značenju koje je Gundulićev ep zadobio u povijesti hrvatske književnosti, ali i u političkoj povijesti, najizraženije u vrijeme ilirskoga pokreta koji je iznjedrio osobito zanimljivu dopunu Ivana Mažuranića.